# Beire-le-Châtel
Beire-le-Châtel ist eine französische Gemeinde mit 907 Einwohnern (Stand 1. Januar 2022) im Département Côte-d’Or in der Region Bourgogne-Franche-Comté. Sie gehört zum Arrondissement Dijon und zum Kanton Saint-Apollinaire.

## Geographie
Die Gemeinde liegt am Fluss Tille rund 15 Kilometer nordöstlich von Dijon. Nachbargemeinden sind Lux und Bèze im Norden, Viévigne im Nordosten, Tanay im Osten, Magny-Saint-Médard im Südosten, Arceau im Süden, Brognon im Westen und Spoy im Nordwesten.

## Bevölkerungsentwicklung
| Jahr                       | 1962 | 1968 | 1975 | 1982 | 1990 | 1999 | 2006 | 2016 | 2019 |
| Einwohner                  | 520  | 502  | 539  | 552  | 539  | 620  | 775  | 849  | 875  |
| Quellen: Cassini und INSEE |      |      |      |      |      |      |      |      |      |

## Gemeindepartnerschaften
- Saulheim in Rheinhessen, Deutschland